# Hakeem Jeffries
Hakeem Sekou Jeffries (* 4. srpna 1970 New York City, New York) je americký politik, právník a člen Demokratické strany, od ledna 2023 vůdce menšiny ve Sněmovně reprezentantů USA a zároveň vůdce Demokratické strany v této komoře. Jeho zástupkyní v obou těchto funkcích je pak Demokratka Katherine Clarková.
Vzdělání získal na Binghamtonské univezitě, Georgetownské univerzitě a na Newyorské univerzitě. Od roku 1997 pracoval jako právník.
V letech 2007 až 2012 byl Jefrees členem státního shromáždění ve státě New York. V roce 2012 byl zvolen členem Sněmovny reprezentantů USA, když reprezentoval osmý newyorský volební okrsek. V letech 2017 až 2019 byl spolupředsedou komise Demokratické strany pro zákony a komunikaci. V roce 2019 se stal předsedou Výboru Demokratické strany (anglicky House Democratic Caucus), když ve funkci nahradil Joa Crawleyho. Ve funkci skončil v lednu 2023, kdy jej nahradil Pete Aguliar.  
V listopadu 2022 byl Jeffries zvolen nástupcem Nancy Pelosiové ve funkci vůdce Demokratické strany ve Sněmovně reprezentantů. V lednu 2023 se tak stal prvním Afroameričanem v historii zastávajícím funkci vedoucího jedné z politických stran v kongresu.
Od roku 1997 je ženatý, má dvě děti.